# Charmois (Meurthe y Mosela)
 Charmois  es una población y comuna francesa, en la región de Lorena, departamento de Meurthe y Mosela, en el distrito de Lunéville y cantón de Bayon.

## Demografía
| 110 | 103 | 116 | 160 | 196 | 183 |
| Para los censos de 1962 a 1999 la población legal corresponde a la población sin duplicidades (Fuente: INSEE [Consultar]) |     |     |     |     |     |